# Сарыозек (Жамбылская область)
Сарыозек (каз. Сарыөзек) — село в Мойынкумском районе Жамбылской области Казахстана. Входит в состав Карабогетского сельского округа. Код КАТО — 315637500.

## Население
В 1999 году население села составляло 277 человек (151 мужчина и 126 женщин). По данным переписи 2009 года, в селе проживали 382 человека (200 мужчин и 182 женщины).